# Pseudoscopelus scutatus
Pseudoscopelus scutatus  (лат.)— вид лучепёрых рыб семейства живоглотовых (Chiasmodontidae).

## Описание
Рыба небольшого размера, максимальная длина тела 5,1 см. Тело и голова однотонного чёрного или тёмно-коричневого цвета за исключением небольшого белого пятна на верхней части головы.
На голове и теле имеются многочисленные фотофоры. Их количество и расположение является видовым признаком.

## Распространение и среда обитания
Распространены в тропических и субтропических водах Индийского, Атлантического и западной части Тихого океана. Эпипелагические рыбы, обитающие на глубине от 0 до 100 м.

## Pseudoscopelus scutatusи человек
Считается видом, находящимся вне опасности. Безвреден для человека и не является объектом промысла.